# Колымские рассказы
«Колымские рассказы» — цикл рассказов и очерков Варлама Шаламова, в котором отражена жизнь заключённых Севвостлага, написанный в период с 1954 по 1973 год после возвращения автора с Колымы и отражающий личный опыт автора, проведшего там шестнадцать лет, в том числе четырнадцать — в заключении (1937—1951). Цикл состоит из шести сборников: «Колымские рассказы», «Левый берег», «Артист лопаты», «Очерки преступного мира», «Воскрешение лиственницы» и «Перчатка, или КР-2».

## Особенности жанра и проблематика
Шаламов, не приемля классическую традицию построения рассказа, утвердил новый жанр, краеугольным камнем которого стало документальное свидетельство. Объединение документальности и художественности. Сам Шаламов утверждал, что его «учителя» — не писатели-классики, а модернисты, в значительной степени Андрей Белый и Алексей Ремизов.

«Колымские рассказы» — это поиски нового выражения, а тем самым и нового содержания. Новая, необычная форма для фиксации исключительного состояния, исключительных обстоятельств, которые, оказывается, могут быть и в истории, и в человеческой душе. Человеческая душа, её пределы, её моральные границы растянуты безгранично — исторический опыт помочь тут не может.
Право на фиксацию этого исключительного опыта, этого исключительного нравственного состояния могут иметь лишь люди, имеющие личный опыт.
Результат — «Колымские рассказы» — не выдумка, не отсев чего-то случайного — этот отсев совершён в мозгу, как бы раньше, автоматически. Мозг выдаёт, не может не выдать фраз, подготовленных личным опытом, где-то раньше. Тут не чистка, не правка, не отделка — всё пишется набело. Черновики — если они есть — глубоко в мозгу, и сознание не перебирает там варианты, вроде цвета глаз Катюши Масловой — в моём понимании искусства — абсолютная антихудожественность. Разве для любого героя «Колымских рассказов» — если они там есть — существует цвет глаз? На Колыме не было людей, у которых был бы цвет глаз, и это не аберрация моей памяти, а существо жизни тогдашней.
«Колымские рассказы» — фиксация исключительного в состоянии исключительности. Не документальная проза, а проза, пережитая как документ, без искажений «Записок из Мёртвого дома». Достоверность протокола, очерка, подведённая к высшей степени художественности, — так я сам понимаю свою работу. В «Колымских рассказах» нет ничего от реализма, романтизма, модернизма. «Колымские рассказы» — вне искусства, и всё же они обладают художественной и документальной силой одновременно.

Проблематику своего произведения В. Шаламов формулировал следующим образом: 

«„Колымские рассказы“ — это попытка поставить и решить какие-то важные нравственные вопросы времени, вопросы, которые просто не могут быть разрешены на другом материале. Вопрос встречи человека и мира, борьба человека с государственной машиной, правда этой борьбы, борьбы за себя, внутри себя — и вне себя. Возможно ли активное влияние на свою судьбу, перемалываемую зубьями государственной машины, зубьями зла. Иллюзорность и тяжесть надежды. Возможность опереться на другие силы, чем надежда». 
Рассказы автобиографичны, при этом автор дал своему главному герою фамилию Андреев — в честь своего alter ego эсера А. Г. Андреева, с которым познакомился в 1937 году, находясь под следствием в Бутырской тюрьме, и чью похвалу считал лучшей в своей жизни (рассказ «Лучшая похвала»), а также под своим именем вывел в нескольких рассказах:

Простая, очень распространённая фамилия Андреев символизирует типичность положения Шаламова как заключённого и в то же время имеет тонкую ассоциативную связь с фамилией А. Г. Андреева, каторжанина-эсера, с которым Шаламов встретился в Бутырской тюрьме в 1937 году. Эта фигура чрезвычайно привлекала Шаламова. Называя его «генеральным секретарём» общества политкаторжан, писатель пользовался либо не очень чётко понятой саморекомендацией Андреева, либо, испытывая к нему колоссальное уважение и считая себя его духовным преемником, сознательно стремился возвысить его образ. Андреев — фамилия, сопровождающая авторское «я» в «Заговоре юристов», в рассказе «Тифозный карантин» целиком переходит в третье лицо — «он», сохраняя при этом автобиографическое начало и подчёркивая подлинность событий и чувств, переживавшихся Шаламовым.
— В. В. Есипов — один из ведущих исследователей биографии и творчества В. Шаламова

## Обстоятельства публикации
Впервые четыре «Колымских рассказа» вышли на русском языке в нью-йоркском «Новом журнале» в 1966 году.

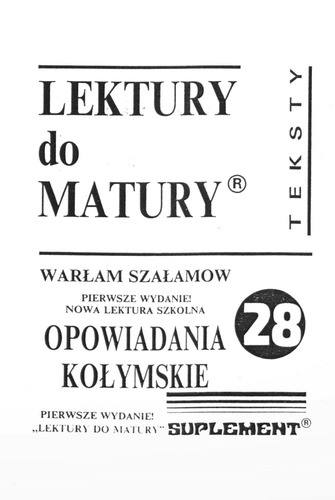
«Колымские рассказы» — польское издание 1991 года

Позднее двадцать шесть рассказов Шаламова преимущественно из сборника «Колымские рассказы» были опубликованы в 1967 году в Кёльне (Германия) на немецком языке под заглавием «Рассказы заключённого Шаланова». Через два года перевод одноимённого издания с немецкого появился и во Франции. Позднее число публикаций «Колымских рассказов» с исправленной фамилией автора увеличилось. В 1970 году они были опубликованы в радикальном антисоветском эмигрантском журнале «Посев». Это и привело к тому, что Шаламов попал в «чёрные списки».
Шаламов отвергал ориентированную, по его мнению, на поддержку западных спецслужб стратегию советского диссидентского движения, называя ситуацию, в которой оно действует, «беспроигрышным спортлото американской разведки»; он не стремился публиковаться за рубежом, его главной целью всегда являлась публикация на родине. Публикация «Колымских рассказов» против воли их автора на Западе, отсекая возможность печататься на родине, была тяжело перенесена Шаламовым. Вот, что об этом вспоминала его подруга И. П. Сиротинская:

Книжку «Московские облака» никак не сдавали в печать. Варлам Тихонович бегал и советовался в «Юность» — к Б. Полевому и Н. Злотникову, в «Литгазету» к Н. Мармерштейну, в «Советский писатель» — к В. Фогельсону. Приходил издёрганный, злой и отчаявшийся. «Я в списках. Надо писать письмо». Я сказала: «Не надо. Это — потерять лицо. Не надо. Я чувствую всей душой — не надо».
— Ты Красная шапочка, ты этот мир волков не знаешь. Я спасаю свою книжку. Эти сволочи там, на Западе, пускают по рассказику в передачу. Я никаким «Посевам» и «Голосам» своих рассказов не давал.
Он был почти в истерике, метался по комнате. Досталось и «ПЧ»:
 — Пусть сами прыгают в эту яму, а потом пишут петиции. Да, да! Прыгай сам, а не заставляй прыгать других.

В результате в 1972 году Шаламов был вынужден прибегнуть к написанию письма протеста, которое многими было воспринято как признак гражданской слабости автора и его отречение от «Колымских рассказов». Между тем архивные данные, воспоминания близких, переписка и современные исследования позволяют судить о том, что Шаламов был последователен и абсолютно искренен в своём обращении к редакции «Литературной газеты».
Полностью сборник впервые опубликован в Лондоне в 1978 году.
При жизни Шаламова в СССР не было напечатано ни одного его произведения о ГУЛАГе. В 1988 году в разгар Перестройки в журналах начали появляться «Колымские рассказы», а их первое отдельное издание вышло только в 1989 году через 7 лет после смерти писателя.

## Содержание

Рукопись рассказа «Заклинатель змей»

### «Колымские рассказы»
- «По снегу»
- «На представку»
- «Ночью»
- «Плотники»
- «Одиночный замер»
- «Посылка»
- «Дождь»
- «Кант»
- «Сухим пайком»
- «Инжектор»
- «Апостол Павел»
- «Ягоды»
- «Сука Тамара»
- «Шерри-бренди»
- «Детские картинки»
- «Сгущенное молоко»
- «Хлеб»
- «Заклинатель змей»
- «Татарский мулла и чистый воздух»
- «Первая смерть»
- «Тетя Поля»
- «Галстук»
- «Тайга золотая»
- «Васька Денисов, похититель свиней»
- «Серафим»
- «Выходной день»
- «Домино»
- «Геркулес»
- «Шоковая терапия»
- «Стланик»
- «Красный крест»
- «Заговор юристов»
- «Тифозный карантин»

### «Левый берег»
- «Прокуратор Иудеи»
- «Прокаженные»
- «В приемном покое»
- «Геологи»
- «Медведи»
- «Ожерелье княгини Гагариной»
- «Иван Федорович»
- «Академик»
- «Алмазная карта»
- «Необращенный»
- «Лучшая похвала»
- «Потомок декабриста»
- «„Комбеды“»
- «Магия»
- «Лида»
- «Аневризма аорты»
- «Кусок мяса»
- «Мой процесс»
- «Эсперанто»
- «Спецзаказ»
- «Последний бой майора Пугачева»
- «Начальник больницы»
- «Букинист»
- «По лендлизу»
- Сентенция

### «Артист лопаты»
- «Припадок»
- «Надгробное слово»
- «Как это началось»
- «Почерк»
- «Утка»
- «Бизнесмен»
- «Калигула»
- «Артист лопаты»
- «РУР»
- «Богданов»
- «Инженер Киселев»
- «Любовь капитана Толли»
- «Крест»
- «Курсы»
- «Первый чекист»
- «Вейсманист»
- «В больницу»
- «Июнь»
- «Май»
- «В бане»
- «Ключ Алмазный»
- «Зелёный прокурор»
- «Первый зуб»
- «Эхо в горах»
- «Берды Онже»
- «Протезы»
- «Погоня за паровозным дымом»
- «Поезд»

### «Очерки преступного мира»
- «Об одной ошибке художественной литературы»
- «Жульническая кровь»
- «Женщина блатного мира»
- «Тюремная пайка»
- «„Сучья“ война»
- «Аполлон среди блатных»
- «Сергей Есенин и воровской мир»
- «Как „тискают ро́маны“»

### «Воскрешение лиственницы»
- «Тропа»
- «Графит»
- «Причал ада»
- «Тишина»
- «Две встречи»
- Термометр Гришки Логуна
- «Облава»
- «Храбрые глаза»
- «Марсель Пруст»
- «Смытая фотография»
- «Начальник политуправления»
- «Рябоконь»
- «Житие инженера Кипреева»
- «Боль»
- «Безымянная кошка»
- «Чужой хлеб»
- «Кража»
- «Город на горе»
- «Экзамен»
- «За письмом»
- «Золотая медаль»
- «У стремени»
- «Хан-Гирей»
- «Вечерняя молитва»
- «Борис Южанин»
- «Визит мистера Поппа»
- «Белка»
- «Водопад»
- «Укрощая огонь»
- «Воскрешение лиственницы»

### «Перчатка, или КР-2»
- «Перчатка»
- «Галина Павловна Зыбалова»
- Леша Чеканов, или однодельцы на Колыме
- «Триангуляция III класса»
- «Тачка I»
- «Тачка II»
- «Цикута»
- «Доктор Ямпольский»
- «Подполковник Фрагин»
- «Вечная мерзлота»
- «Иван Богданов»
- «Яков Овсеевич Заводник»
- «Шахматы доктора Кузьменко»
- «Человек с парохода»
- «Александр Гогоберидзе»
- «Уроки любви»
- «Афинские ночи»
- «Путешествие на Олу»
- «Подполковник медицинской службы»
- «Военный комиссар»
- «Рива-Роччи»

## Персонажи
Всем убийцам в рассказах Шаламова даны настоящие фамилии.